# Port lotniczy Regina (Kanada)
Port lotniczy Regina (IATA: YQR, ICAO: CYQR) – międzynarodowy port lotniczy położony w Regina, w prowincji Saskatchewan, w Kanadzie.